# Lukovdol
Lukovdol är en ort i Kroatien.   Den ligger i länet Gorski kotar, i den centrala delen av landet, 80 km sydväst om huvudstaden Zagreb. Lukovdol ligger 329 meter över havet och antalet invånare är 157.
Terrängen runt Lukovdol är kuperad. Runt Lukovdol är det glesbefolkat, med 15 invånare per kvadratkilometer. Närmaste större samhälle är Ogulin, 19,6 km söder om Lukovdol. I omgivningarna runt Lukovdol växer i huvudsak lövfällande lövskog.